# コシノチャルメルソウ
コシノチャルメルソウ（越の哨吶草、学名：Mitella koshiensis ）は、ユキノシタ科チャルメルソウ属の多年草。
ユキノシタ科は、新しいAPG植物分類体系では上位分類である目がバラ目からユキノシタ目にまとめられた。

## 特徴
地中の根茎はやや長く横にはう。托葉は乾膜質でほとんど無毛。根出葉は束生し、葉柄は長さ3-10cmになり、曲がった長毛が密生するが、短腺毛はほとんど無い。葉身は長さ3-6cm、幅3-5cmになる広卵形で、基部は心形、先は鋭尖形で、縁は浅く5裂し、さらに不ぞろいの鋸歯がある。葉の両面に白色の長毛が生える。
花期は4-5月。花茎は高さ20-50cmになり、下部には曲がった長毛が、上部と花柄には白色の短腺毛が密生する。先に総状花序をつけ、20個前後の花が互生する（分類表内の個体の花茎は直径3mm、高さ40cm、花は35個以上あった。）。萼筒は浅い倒円錐形、萼裂片は5個あり、広3角形で、花時に平開するか外曲する。花弁は紅紫色で5個あり、羽状に細く5-9裂し、裂片に腺点があり、「魚の骨状」に見える。雄蕊は5個あり、萼裂片と互生して花盤の縁につき、花糸は葯より短く、裂開直前の葯は濃黄色になる。子房は下位で萼筒と合着し、花柱は短く、2個あり、先端がそれぞれ2裂する。果実は蒴果で、種子は楕円形で長さ約1mmになり、褐色になる。

## 分布と生育環境
日本固有種。本州の新潟県および富山県東部に特産し、山地の谷川沿いや林内の陰湿地に生育する。

## ギャラリー
- 花弁は羽状に5-9裂し、雄蕊は花盤の縁につく。
- 托葉は乾膜質でほとんど無毛。根出葉は束生する。
- 葉裏と葉柄に長毛が密生する。